# Aleuroclava pyracanthae
Aleuroclava pyracanthae es un hemíptero de la familia Aleyrodidae, con una subfamilia: Aleyrodinae. Fue descrita científicamente en 1933 por Takahashi.